# (541132) Leleākūhonua
(541132) Leleākūhonua, désignation provisoire 2015 TG387 et anciennement surnommé The Goblin (en français Le Gobelin) par ses découvreurs, est un objet du système solaire. C'est un objet transneptunien extrême et, plus précisément, le troisième sednoïde à avoir été découvert.

## Nom
Il est officiellement nommé Leleākūhonua, en juin 2020, d'après un chant hawaïen évoquant la création et compare l'orbite au vol d'un oiseau migrateur ayant un désir de retour vers la Terre.

## Comparaison d'orbites

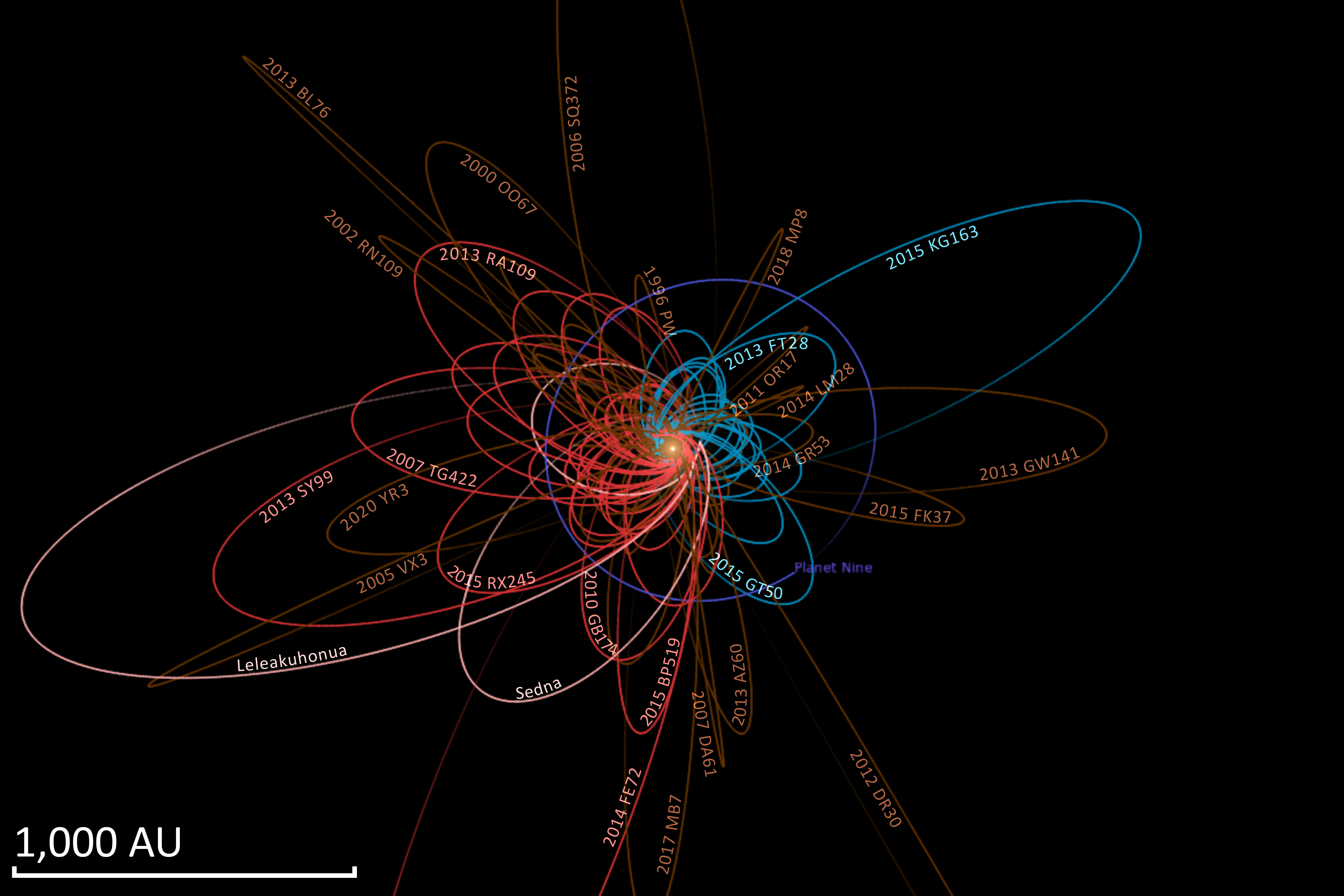
Orbite de (541132) Leleākūhonua comparée à celles d'autres objets très distants,,,,,,,,,,,,,,,,,,,,,,,,,,
,,,,,,,
,, et l'hypothétique planète Neuf.